# 东陵满族乡
东陵满族乡，是中华人民共和国河北省唐山市遵化市下辖的一个乡镇级行政单位。

## 沿革
- 清代为陵区。
- 1953年为新立、六合村、裕大3个乡。
- 1958年属红旗公社。
- 1961年建东陵公社。
- 1984年5月改东陵满族乡。
- 1992年，撤销南新城满族乡，并入东陵满族乡。

## 行政区划

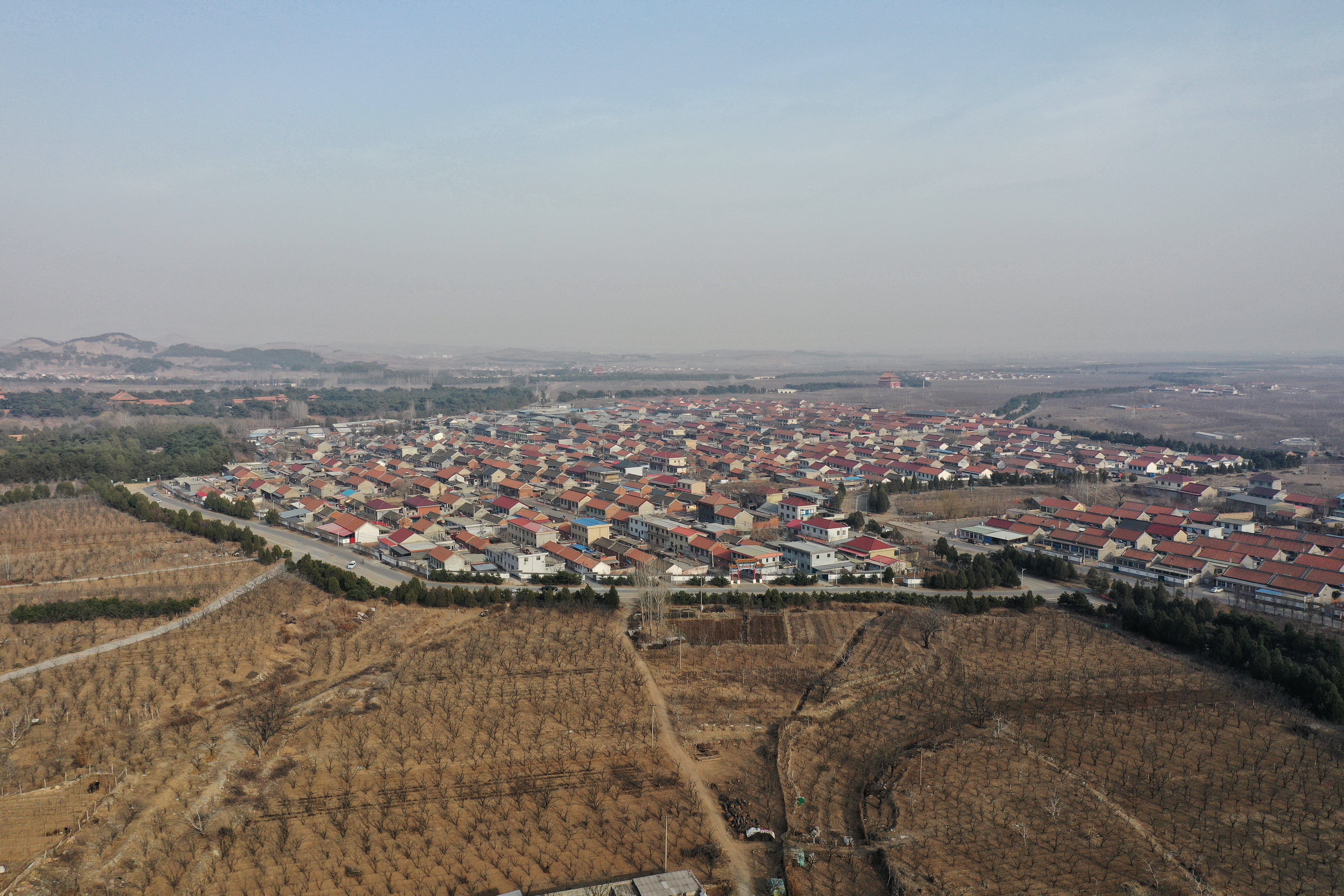
清东陵附近的村落。近景从左至右分别是定小村、裕大村。稍远是新太村、定大村。

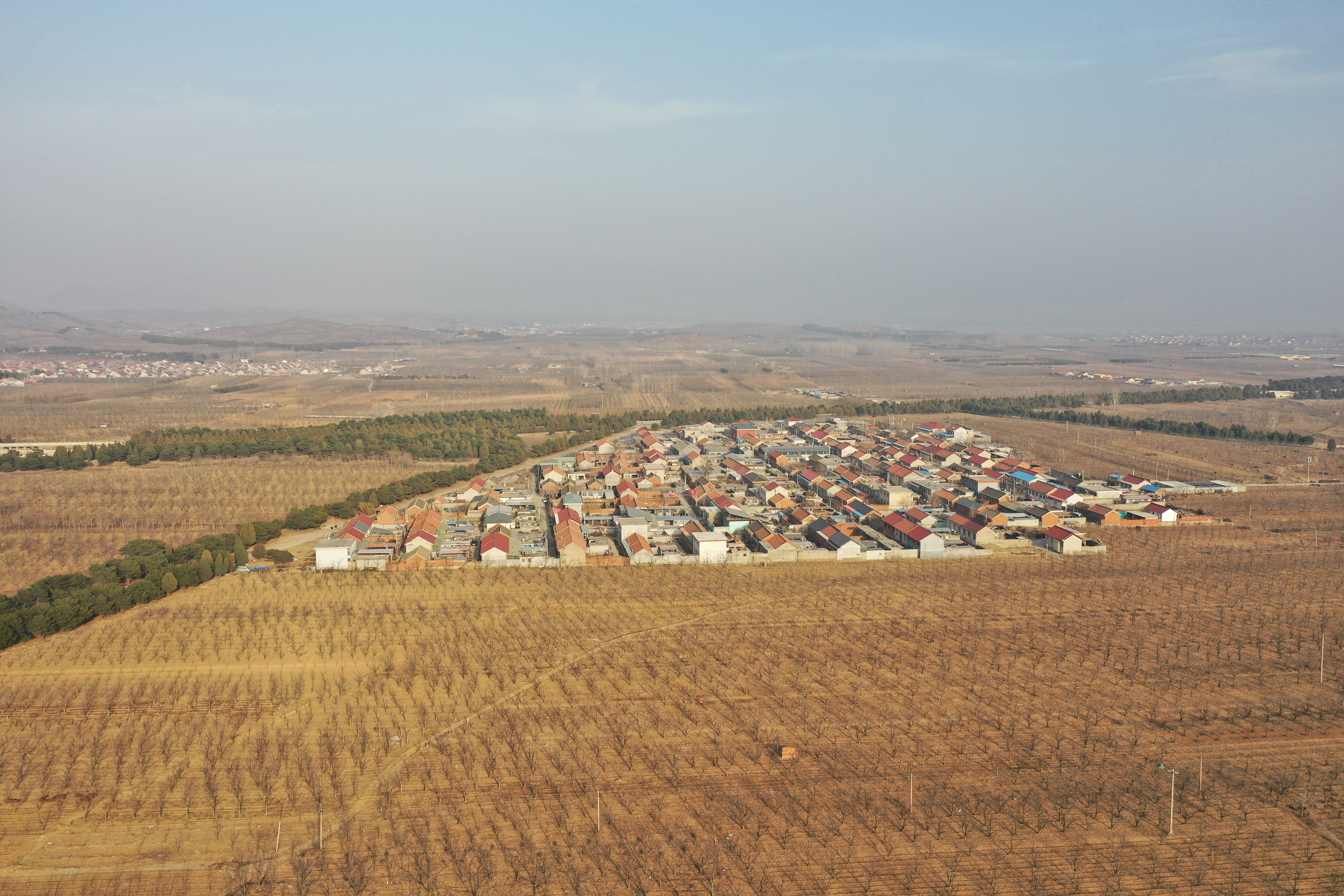
复兴村

东陵满族乡下辖以下地区：
南新城二村、裕大村、裕小村、定大村、定小村、新太村、复兴村、南大村、东沟村、西沟村、学田村、六合一村、六合二村、六合三村、西岫村、新立村、南新城一村、南新城三村、南新城四村、租户村、马庄村、钟庄村、大汤河村、惠大村、兴隆泉村、影壁山村和五道洞村。

## 全国重点文物保护单位
清东陵